# Garcilaso Aguado Sánchez
Garcilaso Aguado Sánchez (Mazarambroz, 13 de gener de 1926 - l'Hospitalet de Llobregat, 25 de juliol de 2011) va ser un activista polític i militant antifranquista que va destacar per la seva activitat sindical dins de l'UGT com a treballador de l'empresa Pegaso. Va ser regidor i tinent d'alcalde a l'Ajuntament de l'Hospitalet, des de les primeres eleccions municipals democràtiques, el 1979, fins a l'any 1987.

## Biografia
Va néixer a Mazarambroz (Toledo) el 13 de gener de 1926 i va morir a l'Hospitalet de Llobregat (Barcelona) el 25 de juliol de 2011.
Fill i net d'ugetistes, es va afiliar a l'organització juvenil de PSOE (Pioneros-JSU) als onze anys. En plena guerra civil, inicia la seva col·laboració en la Federación de Trabajadores de la Tierra en tasques d'administració i organització. El 1947 s'afilia a l'UGT i al PSOE.
Va viure a Catalunya des dels vint-i-quatre anys i veí de l'Hospitalet des de l'estiu de 1952. Va rebre la seva formació bàsica a l'escola pública durant els anys de la 2a República espanyola, de 1931 a 1939, i fins al seu trasllat a Catalunya, va treballar com a jornaler al camp. Va cursar estudis de comptabilitat i economia. també de llengua i literatura francesa a l'Institut Francès de Barcelona, tot i que es considerava un autodidacte.

### Activitat sindical
Va treballar a l'empresa Pegaso (Empresa Nacional de Autocamiones, S.A.) entre els anys 1951 i 1974 on exercí càrrecs dels quadres tècnics mitjans i va ser un dels fundadors i dirigents d'UGT des dels temps de la clandestinitat fins ben avançada la transició. Va participar en la primera vaga que es convoca a Pegaso en els anys 50 y en totes les que es van convocar des d'aleshores. A l'any 1955 participà en un tancament a la fàbrica i el Governador civil va enviar a la policia. El mes de abril de 1969 fou detingut i dut a la comissaria de Via Laietana on quedà detingut uns dies. El 1972 va assumir responsabilitats en la Federació del Metall de Catalunya.

### Activitat política
A partir de 1970, com a membre de l'Associació d'Amics de les Nacions Unides a Espanya, col·labora en els treballs d'aquesta associació per ampliar espais de llibertat. Va contribuir amb altres companys a donar suport organitzatiu i logístic a les organitzacions socialistes, tant de partit com de sindicat, fins que es va poder dotar aquestes organitzacions d'algun local social, tot i que inicialment, fossin dissimulats com acadèmies, assessories laborals, etc.
La seva activitat política i sindical va ser fonamentalment entre els treballadors de Pegaso fins a 1974, any en què va participar en la reorganització de la Federació Socialista de Catalunya del PSOE. Com a secretari de política sindical va promoure l'articulació dels grups socialistes entre els treballadors de les grans empreses de Catalunya. També va assumir càrrecs de direcció i executius en el Partit dels Socialistes de Catalunya (PSC-PSOE), entre ells la primera secretaria de l'Hospitalet, abans i després de la fusió de les dues formacions socialistes.
En produir-se la legalització del Partit Socialista, Aguado es va dedicar a organitzar el PSOE i la UGT a l'Hospitalet. Va ser el resonsable d'un grup de socialistes que vivien a l'Hospitalet i treballaven a la Pegaso. Des del 1974 tenien una assessoria laboral a Bellvitge que era una tapadora. Cap al 1975, cada organització, PSOE i UGT va aconseguir local propi. El de la UGT era un altell a Bellvitge, però un any més tard es traslladà a Santa Eulàlia. Un cop legalitzats, el primer secretari de la UGT fou Juan Ignacio Pujana i el del PSOE fou Garcilaso Aguado.
En l'àmbit de la representació institucional, va ser regidor i tinent d'alcalde a l'ajuntament de l'Hospitalet, des de les primeres eleccions municipals democràtiques, el 1979, fins a l'any 1987. Va gestionar entre d'altres, l'Àrea d'Obres i Serveis Municipals i va ser portaveu del Grup Municipal Socialista. Així mateix, va ser membre de la Diputació de Barcelona, on va desenvolupar la seva tasca com a diputat president de l'Àrea d'Agricultura i Medi Natural i membre de la Comissió de Govern.

### Recuperació de la memòria democràtica
Els últims anys de la seva vida els va dedicar a la recuperació de la memòria democràtica i a difondre la lluita de molts homes i dones de la seva generació per recuperar les llibertats democràtiques. Aquest era tema central de la seva participació en el programa "Crònica sentimental" de Ràdio l'Hospitalet. Va formar part del grup promotor de l'Associació El Pont de la Llibertat de L'Hospitalet Antifranquista.